# (307) Nike
(307) Nike – planetoida z pasa głównego asteroid okrążająca Słońce w ciągu 4 lat i 357 dni w średniej odległości 2,91 j.a. Została odkryta 5 marca 1891 roku w Observatoire de Nice w Nicei przez Auguste Charloisa. Nazwa planetoidy pochodzi od Nike, bogini zwycięstwa w mitologii greckiej a także miasta Nicea, gdzie została odkryta.